# Schizis
Schizis – drugi album studyjny polskiej grupy muzycznej Sainc. Wydawnictwo ukazało się w 21 czerwca 2010 roku nakładem wytwórni muzycznej Chaos III Production.

## Lista utworów
1. "666 Phobia" - 4:14
2. "Senectus" - 4:52
3. "Stressor" - 4:57
4. "Basement Demons" - 4:03
5. "Depression" - 5:11
6. "Forbidden Psyche" - 4:55
7. "War Stress" - 6:21
8. "Insane Hunter" - 3:47
9. "Primitive Fear" - 3:56
10. "Darkness Time" - 4:48

## Twórcy
- Marcin "Svierszcz" Świerczyński - gitara basowa, śpiew
- Mariusz "Docent" Dziarkowski - gitara
- Jack "Cacek" Cackowski - gitara
- Tomasz "CZUBdrummer" Duc - perkusja